# Ban Chấp hành Trung ương Đảng Cộng sản Liên Xô
Ban Chấp hành Trung ương Đảng Cộng sản Liên Xô (tiếng Nga: Центральный комитет Коммунистической партии Советского Союза), hay Ủy ban Trung ương Đảng Cộng sản Liên Xô, gọi tắt Trung ương Đảng Liên Xô (tiếng Nga: ЦК КПСС) là cơ quan quyền lực cao nhất của Đảng Cộng sản Liên Xô giữa 2 kỳ Đại hội. Theo Điều lệ Đảng, Trung ương Đảng chỉ đạo tất cả các hoạt động của Đảng và chính quyền giữa 2 kỳ Đại hội. Ủy viên Trung ương Đảng được bầu trong Đại hội Đảng.
Trong thời gian Lenin lãnh đạo, Trung ương Đảng có chức năng là cơ quan cao nhất giữa 2 kỳ Đại hội. Tuy nhiên tới Đại hội Đảng lần thứ 8 thành lập Bộ Chính trị để đáp ứng các vấn đề thường trực. Một số Ủy viên Trung ương phản đối việc thành lập và để giải quyết Bộ Chính trị là cơ quan chịu trách nhiệm trước Trung ương Đảng, và Ủy viên Trung ương Đảng có quyền chất vấn thành viên Bộ Chính trị, và tham dự phiên họp Bộ Chính trị. Sau khi Lenin mất, Stalin trở thành lãnh đạo Đảng với chức vụ Tổng Bí thư Trung ương Đảng, Bí thư lãnh đạo Ban Bí thư. Với sự nắm quyền của Stalin, Bộ Chính trị nằm toàn bộ quyền lực của Trung ương Đảng, trong đó phe cánh của Stalin chi phối toàn bộ.
Stalin qua đời năm 1953, Trung ương Đảng khi đó mang tính chất biểu tượng, là cơ quan chịu trách nhiệm trước Bộ Chính trị chứ không phải ngược lại. Stalin qua đời, Trung ương Đảng thu hồi lại quyền lực và trở thành tổ chức quan trọng trong việc tranh giành quyền lực để kế nhiệm Stalin. Khrushchev lên nằm quyền, Trung ương Đảng đóng vai trò quan trọng quyết định lật ngược quyết định của Bộ Chính trị loại bỏ Khrushchev năm 1957. Năm 1963 Khrushchev bị Trung ương Đảng loại bỏ và bầu Leonid Brezhnev làm Bí thư thứ nhất. Trung ương Đảng là cơ quan quan trọng cho sự khởi đầu của Leonid Brezhnev, nhưng về sau quyền lực bị Bộ Chính trị chi phối. Từ đó về sau, Trung ương chỉ đóng một vai nhỏ trong các hoạt động của Đảng và nhà nước - Bộ Chính trị là cơ quan chính trị cao nhất ở Liên Xô.

## Lịch sử

### Bối cảnh
Tại Đại hội sáng lập Đảng Lao động Dân chủ Xã hội Nga (tiền thân Đảng Cộng sản Liên Xô) Lenin đã đạt được sự ủng hộ đề thành lập cơ quan Trung ương quyền lực tại Đại hội kế tiếp. Cơ quan Trung ương này là Trung ương Đảng, có quyền quyết định các vấn đề của Đảng, ngoại trừ địa phương. Nhóm hỗ trợ cho việc thành lập Trung ương Đảng lần thứ 2 thuộc nhóm Bolshevik do Lenin lãnh đạo và nhóm Menshevik do Julius Martov lãnh đạo. Trung ương Đảng có 3 thành viên giám sát việc biên tập báo Iskra- cơ quan ngôn luận của Đảng. Các thành viên ban đầu bao gồm Gleb Krzhizhanovsky, Friedrich Lengnik và Vladimir Noskov. Trong lịch sử Đảng và Trung ương Đảng đã phân chia nhiều phe phái đấu đá nội bộ và tranh giành quyền lực.
Tại Đại hội V Lenin đã thuyết phục Trung ương trong thời gian dài và bằng các cuộc thảo luận sôi nổi để khởi xướng Cách mạng tháng 10. Phần lớn các thành viên nghi ngờ việc khởi xướng cách mạng là quá sớm, nhưng chính Lenin đã thuyết phục được họ. Hiệu lệnh cho Cách mạng tháng 10 được 10 người ủng hộ và 2 người phản đối trong Trung ương Đảng.

### Thời kỳ Lenin 1917-1922
Theo Lenin Trung ương Đảng là cơ quan quyền lực tối cao. Nhưng Leon Trotsky chỉ trích tầm nhìn này, cho rằng Trung ương Đảng là cơ quan độc tài kiểm soát toàn bộ Đảng.
Trong những năm đầu dưới sự lãnh đạo của Lenin, Trung ương Đảng là cơ quan quyết định quan trọng quyết định thực tiễn và lý thuyết, các quyết định được thông qua đa số, ví dụ Trung ương Đảng đã bỏ phiếu hoặc không ký hiệp ước hòa bình với người Đức trong khoảng thời gian từ 1917 đến 1918 trong Thế chiến I; đa số đã bỏ phiếu ủng hộ hòa bình trong khi Trotsky rút lại ý kiến vào năm 1918. Kết quả của cuộc bỏ phiếu là Hòa ước Brest-Litovsk . Trong các cuộc thảo luận sôi nổi trong Ban Chấp hành Trung ương Đảng về một nền hòa bình có thể có với người Đức, Lenin chỉ có thiểu số; Trotsky và Nikolai Bukharin đều có nhiều sự ủng hộ hơn của Lenin. Chỉ khi Lenin tìm kiếm một liên minh với Trotsky và những người khác, các cuộc đàm phán với người Đức đã được bỏ phiếu với đa số tuyệt đối. Chẳng hạn, sự chỉ trích của các quan chức khác đã được cho phép trong các phiên họp toàn thể, Karl Radek nói với Lenin (chỉ trích lập trường ủng hộ hòa bình với người Đức), "Nếu có năm trăm người can đảm ở Petrograd, bọn tôi sẽ tống đồng chí vào tù". Quyết định đàm phán hòa bình với người Đức chỉ được đưa ra khi Lenin đe dọa từ chức, từ đó dẫn đến một liên minh tạm thời giữa những người ủng hộ Lenin và những người ủng hộ Trotsky và những người khác. Không có lệnh trừng phạt nào được đưa ra đối với phe đối lập trong Trung ương Đảng sau quyết định này.
Hệ thống này có nhiều thiếu sót, đối lập với Lenin điều mà nhiều người coi là chính sách tập trung quá mức của ông đã thu hút sự chú ý của giới lãnh đạo trong Đại hội Đảng lần thứ VIII (tháng 3/1919) và Đại hội Đảng lần thứ IX (tháng 3/1920). Tại Đại hội Đảng lần thứ IX, những người Dân chủ Tập trung, một phe đối lập trong Đảng, đã buộc tội Lenin và các đồng chí của ông, thành lập một Ban Chấp hành Trung ương, là "nhóm đầu sỏ nhỏ của Đảng... đang cấm những người có quan điểm lệch hướng". Một số đại biểu tham dự Đại hội khá cụ thể trong các chỉ trích, một trong số họ cáo buộc Lenin và các đồng chí của ông đã biến Cộng hòa Xã hội chủ nghĩa Xô Viết Ukraine trở thành nơi lưu đày của phe đối lập. Lenin không phản hồi sự chỉ trích này, ông thừa nhận rằng thiếu sót là sự giả tạo, nhưng nếu thực tế các chính sách đó đã được thực hiện thì sự chỉ trích của ông trong Đại hội Đảng lần thứ IX đã không xảy ra. Trong Đại hội Đảng lần thứ X (tháng 3/1921) Lenin đã lên án phe Công nhân Đối lập, một phe trong Đảng Cộng sản, vì đã đi chệch khỏi chủ nghĩa Cộng sản và buộc tội theo chủ nghĩa Trotsky. Lenin đã tuyên bố rằng chủ nghĩa phe nhóm được cho phép, nhưng chỉ được phép trước và trong các Đại hội Đảng khi các phe khác nhau cần giành được phiếu bầu. Một số thành viên Ban Chấp hành Trung ương Đảng, từng là thành viên của phe Công nhân Đối lập, đã xin từ chức nhưng việc từ chức của họ không được chấp nhận, và thay vào đó họ bị phê chuẩn chuyển sang kỷ luật Đảng. Đại hội Đảng lần thứ X cũng đưa ra lệnh cấm chủ nghĩa bè phái trong Đảng Cộng sản; tuy nhiên, những gì Lenin coi là 'nền tảng', như phe Dân chủ Tập trung và phe Công nhân Đối lập, đã được cho phép. Các phe phái, trong suy nghĩ của Lenin, là các nhóm trong Đảng Cộng sản đã phá vỡ kỷ luật Đảng.
Bất chấp lệnh cấm phe phái, phe Công nhân Đối lập vẫn tiếp tục kích động chống lại các chính sách của Ban Chấp hành Trung ương Đảng, và trước Đại hội Đảng lần thứ XI (tháng 3/1922), phe Công nhân Đối lập đã đưa ra một nỗ lực phi lý để giành được sự ủng hộ cho các vị trí của họ trong Quốc tế Cộng sản. Quốc tế Cộng sản, không bất ngờ, ủng hộ các vị trí của Trung ương Đảng. Trong Đại hội Đảng lần thứ XI, Alexander Shliapnikov, lãnh đạo phe Công nhân Đối lập, tuyên bố rằng một số cá nhân từ Trung ương Đảng đã đe dọa ông. Lenin không phản hồi về thông tin này, nhưng ông tuyên bố rằng kỷ luật Đảng cần phải được tăng cường trong "một cuộc trốn tránh" -Chính sách kinh tế mới được giới thiệu tại Đại hội Đảng lần thứ X. Đại hội Đảng lần thứ XI là đại hội cuối cùng do Lenin chủ trì, ông bị đột quỵ vào tháng 5/1922, bị liệt vào tháng 12 năm sau, công khai tình trạng sức khỏe vào tháng 3/1923, ông qua đời vào ngày 21/1/1924.

### Thời kỳ chuyển tiếp 1922-1930
Khi Lenin qua đời, giới lãnh đạo Liên Xô không chắc chắn việc xây dựng xã hội, xã hội chủ nghĩa mới nên tiến hành như thế nào. Một số người ủng hộ việc mở rộng NEP, như Lenin đã đề nghị vào cuối đời, hoặc kết thúc nó và thay thế nó bằng một nền kinh tế kế hoạch, một lập trường mà Lenin giữ vững khi ông khởi xướng NEP. Sau khi Lenin buộc tạm dừng công việc vì sức khỏe yếu, một cuộc đấu tranh quyền lực bắt đầu, liên quan đến Nikolai Bukharin, Lev Kamenev, Alexei Rykov, Joseph Stalin, Mikhail Tomsky, Leon Trotsky và Grigory Zinoviev. Trong số này, Trotsky là người đáng chú ý nhất. Trong bản di chúc của mình, Lenin đã đề cập đến "khả năng đặc biệt" của Trotsky, nói thêm "cá nhân ông có lẽ là người đàn ông có khả năng nhất trong Trung ương Đảng hiện nay". Tuy nhiên, Trotsky đã phải đối mặt với một vấn đề: trước đây ông đã không đồng ý với Lenin về một số vấn đề. Và ông cũng là người gốc Do Thái.
Stalin, ứng cử viên lớn thứ hai, và là nhà lãnh đạo tương lai của Liên Xô, là người ít được biết đến nhất, và ông không phải là một nhân vật nổi tiếng với quần chúng. Mặc dù ông ta là người Gruzia và ông ta chống lại chủ nghĩa dân tộc Gruzia, ông ta nói chuyện như một người Slav (Slavophile), đó là một lợi thế. Đảng Cộng sản là cơ sở nền móng của ông; ông là Tổng bí thư - một lợi thế khác. Nhưng có một vấn đề; Stalin được biết đến với sự tàn bạo của mình. Khi một Đảng viên trung thành nói, "Một người đàn ông man rợ... một người đàn ông máu mặt. Bạn phải có thanh kiếm như ông ta trong một cuộc cách mạng nhưng tôi không thích thực tế đó, cũng không thích ông ta". Trong bản di chúc, Lenin nói về Stalin:
Stalin quá thô lỗ, và điểm yếu này, tuy có thể chấp nhận được trong các đồng chí, lại trở nên không thể chấp nhận cho một Tổng bí thư. Vì vậy tôi đề nghị các đồng chí nghĩ cách đưa Stalin ra khỏi chức vụ này, và bổ nhiệm một người khác biệt với đồng chí Stalin, dung thứ hơn, trung thành hơn, lịch sự hơn, và quan tâm nhiều hơn đến các đồng chí khác, ít thất thường, vân vân.

Dân chủ trong Đảng trở thành một chủ đề quan trọng sau khi sức khỏe của Lenin yếu đi; Trotsky và Zinoviev là những người ủng hộ chính sách này, nhưng Zinoviev sau đó đã thay đổi lập trường của mình khi ông liên kết với Stalin. Trotsky và Rykov đã cố gắng tổ chức lại Đảng vào đầu năm 1923, bằng cách làm suy yếu nó, tuy nhiên, trong trường hợp này, họ đã thất bại, và Stalin đã mở rộng quyền lực của Trung ương Đảng. Điều này đã bị phản đối bởi một số Đảng viên hàng đầu và một tuần sau đó; Tuyên bố Bốn mươi Sáu đã được ban hành, trong đó lên án chính sách tập trung của Stalin. Tuyên bố cho rằng Bộ Chính trị, Orgburo và Ban Bí thư đã kiểm soát hoàn toàn Đảng, và chính các cơ quan này đã bầu các đại biểu vào Đại hội Đảng - có hiệu lực làm cho cơ quan hành pháp, Đại hội Đảng, một công cụ của lãnh đạo Liên Xô. Về vấn đề này, Trotsky nói, "khi chế độ này trở nên hợp nhất, mọi vấn đề đều tập trung trong tay một nhóm nhỏ, đôi khi chỉ là một bí thư bổ nhiệm, bãi nhiệm, đưa ra chỉ thị, đưa ra các hình phạt,v.v." Theo nhiều cách, lập luận của Trotsky là hợp lệ, nhưng anh ta đang xem xét những thay đổi đang diễn ra. Theo Lenin Đảng cai trị thông qua chính phủ, ví dụ, cơ quan chính trị duy nhất được tổ chức bởi Lenin là Chủ tịch Hội đồng Dân ủy, nhưng sau sức khỏe của Lenin, Đảng nắm quyền kiểm soát các hoạt động của chính phủ. Hệ thống trước khi Lenin yếu đi cũng bị tương tự như hệ thống nghị viện kiểm soát chính phủ Đảng, chứ không phải lãnh đạo Đảng, là những nhà lãnh đạo thực sự của đất nước.
Đó là quyền lực tập trung đã làm nhiễu loạn Trotsky và những người theo ông. Nếu giới lãnh đạo Liên Xô có quyền bổ nhiệm các quan chức khu vực, họ có quyền gián tiếp để bầu các đại biểu của Đại hội Đảng. Trotsky cáo buộc các đại biểu tham dự Đại hội Đảng lần thứ XII (17-25/4/1923) gián tiếp bầu ra bởi sự tập trung, với lý do rằng 55,1% số đại biểu biểu quyết tại Đại hội là ủy viên Trung ương Đảng, tại Đại hội trước chỉ 24,8% số đại biểu bỏ phiếu là ủy viên chính thức Trung ương Đảng. Ông đã gây ra sự báo động, vì như Anastas Mikoyan đã viết trong hồi ký của mình, Stalin đã cố gắng ngăn chặn nhiều quan chức ủng hộ Trotsky được bầu làm đại biểu Đại hội. Quan điểm của Trotsky không được thực hiện cho đến năm 1923, khi Bộ Chính trị công bố nghị quyết, nơi tái khẳng định nền dân chủ của Đảng, và thậm chí tuyên bố khả năng chấm dứt quyền hạn bổ nhiệm của sự tập trung. Điều này là không đủ đối với Trotsky, và ông đã viết một bài báo ở Pravda nơi ông lên án lãnh đạo Liên Xô và quyền lực của sự tập trung. Zinoviev, Stalin và các thành viên khác trong giới lãnh đạo Liên Xô sau đó cáo buộc ông theo chủ nghĩa bè phái. Trotsky không được bầu làm đại biểu dự Đại hội Đảng lần thứ XIII (23-31/5/1924).
Sau Đại hội XIII, một cuộc đấu tranh quyền lực khác với trọng tâm khác đã bắt đầu; lần này các chính sách kinh tế xã hội là động lực chính cho cuộc đấu tranh. Trotsky, Zinoviev và Kamenev ủng hộ công nghiệp hóa nhanh chóng và nền kinh tế kế hoạch hóa, trong khi Bukharin, Rykov và Tomsky ủng hộ việc giữ NEP. Stalin, trái ngược với những người khác, thường được xem là đứng một mình; như Jerry F. Hough giải thích, "ông thường được xem là người theo chủ nghĩa Machiavellian hoài nghi chỉ quan tâm đến quyền lực."
Không ai trong số những nhân vật hàng đầu của thời đại đó cứng nhắc trong chính sách kinh tế và tất cả họ đều ủng hộ NEP trước đây. Với vụ thu hoạch tốt vào năm 1922, một số vấn đề nảy sinh, đặc biệt là vai trò của công nghiệp nặng và lạm phát. Trong khi nông nghiệp đã phục hồi đáng kể, khu vực công nghiệp nặng vẫn đang suy thoái và hầu như không phục hồi từ mức trước chiến tranh. Ủy ban Kế hoạch Nhà nước (Gosplan) hỗ trợ cho các khoản trợ cấp cho các ngành công nghiệp nặng, trong khi Dân ủy Tài chính phản đối vấn đề này, với lý do chủ yếu lạm phát. Trotsky là người duy nhất trong Bộ Chính trị đã hỗ trợ Gosplan trong mối thù với Dân ủy Tài chính.
Năm 1925, Stalin bắt đầu hoạt động chống lại Zinoviev và Kamenev. Việc bổ nhiệm Rykov làm Chủ tịch Hội đồng Dân ủy là một sự giáng chức thực tế với Kamenev. Kamenev là quyền Chủ tịch Hội đồng Dân ủy khi vắng mặt Lenin. Để làm cho vấn đề tồi tệ hơn, Stalin bắt đầu thực hiện chính sách xã hội chủ nghĩa trong một quốc gia - một chính sách thường cá nhân, bất công, như một cuộc tấn công vào Trotsky, khi nó thực sự nhắm vào Zinoviev. Zinoviev, từ vị trí Chủ tịch Ban Chấp hành Quốc tế Cộng sản (Comintern), đã phản đối chính sách của Stalin. Zinoviev bắt đầu tấn công Stalin trong vòng vài tháng, trong khi Trotsky bắt đầu tấn công Stalin vì lập trường này vào năm 1926. Tại Đại hội Đảng lần thứ XIV (18-31/12/1925), Kamenev và Zinoviev bị buộc vào cùng một vị trí mà Trotsky đã bị ép buộc vào trước đó; họ tuyên bố rằng sự tập trung đang chiếm quyền lực từ các chi nhánh khu vực và Stalin là mối nguy hiểm cho nền dân chủ trong Đảng. Đại hội trở nên chia rẽ giữa hai phe, giữa phe ủng hộ Stalin và những người ủng hộ Kamenev và Zinoviev. Phái đoàn Leningrad, người hỗ trợ Zinoviev, đã thét lên "Trung ương của Đảng ta muôn năm". Mặc dù vậy, Kamenev và Zinoviev đã bị dẹp tan tại đại hội, và 559 đã bỏ phiếu ủng hộ lãnh đạo Liên Xô và chỉ có 65 người chống lại. Trung ương Đảng mới được bầu đã hạ bệ Kamenev thành ủy viên dự khuyết Bộ Chính trị. Vào tháng 4/1926, Zinoviev bị miễn nhiệm khỏi Bộ Chính trị và vào tháng 12 Trotsky cũng mất tư cách ủy viên. Tất cả trong số họ giữ ghế trong Trung ương Đảng cho đến tháng 10/1927. Tại Đại hội Đảng lần thứ XV (2-19/12/1927) phe Cánh tả đối lập đã bị nghiền nát; không có thành viên nào được bầu vào Trung ương Đảng. Từ đó trở đi, Stalin là nhà lãnh đạo không thể tranh cãi của Liên Xô và các quan chức hàng đầu khác, như Bukharin, Tomsky, và Rykov bị suy yếu đáng kể. Trung ương Đảng được bầu tại Đại hội Đảng lần thứ XVI (26/6-15/7/1930) đã loại bỏ Tomsky và Rykov. Rykov cũng mất chức Chủ tịch Hội đồng Dân ủy, tới Bộ Chính trị. 

### Thời kỳ nội chiến và chiến tranh:1930-1945
Từ năm 1934 đến 1953, chỉ có ba Đại hội được tổ chức (vi phạm điều lệ Đảng, một đại hội phải được triệu tập ba năm một lần), hai hội nghị toàn quốc và 23 phiên họp toàn thể của Trung ương Đảng. Điều này trái ngược hoàn toàn với thời đại Lênin (1917-1924), khi sáu Đại hội được tổ chức, năm hội nghị toàn quốc và 69 phiên họp toàn thể Trung ương Đảng. Bộ Chính trị đã không triệu tập một lần giữa năm 1950, khi Nikolai Voznesensky bị xử tử hình, và năm 1953. Năm 1952, tại Đại hội Đảng XIX (5-14/10/1952) Bộ Chính trị đã bị bãi bỏ và được thay thế bởi Đoàn chủ tịch.
Năm 1930, Trung ương Đảng được tổ chức lại, vì Ban Bí thư đã mất quyền kiểm soát nền kinh tế, vì Kế hoạch 5 năm đầu tiên, và cần thêm nhân sự của Đảng để giám sát nền kinh tế. Trước năm 1930, các Ban của Trung ương Đảng chỉ tập trung vào các thành phần chính là "công tác chính trị". Trong thời kỳ Stalin, thiết lập chuyên dụng. Các ban giám sát các quan chức Đảng địa phương và các chi nhánh trong phạm vi cụ thể của tổ chức. Bốn năm sau, vào năm 1934, các ban mới Trung ương Đảng được thành lập độc lập với Ban tổ chức. Sự nhấn mạnh của Stalin về tầm quan trọng của công việc chính trị và kinh tế đã dẫn đến một làn sóng tái tổ chức khác của các ban ngành Trung ương vào cuối những năm 1930 và 1940. Tại Đại hội Đảng lần thứ XVIII (10-21/3/1939), ban chuyên về công nghiệp đã bị bãi bỏ và thay thế bằng một bộ phận tập trung vào quản lý nhân sự, tư tưởng và nghiệm thu. Tại Hội nghị toàn quốc của Đảng lần thứ XVIII (15-20/2/1941), kết luận rằng việc bãi bỏ Ban Công nghiệp Trung ương đã dẫn đến việc bỏ bê công nghiệp. Vì điều này, các Bí thư chuyên ngành phải chịu trách nhiệm về công nghiệp và giao thông từ trung ương xuống cấp thành phố.
Tại Đại hội Đảng lần thứ XVII (26/1-10/2/1934) đã đi vào lịch sử như là Đại hội chiến thắng, vì sự thành công của kế hoạch năm năm lần thứ nhất. Trong thời gian đó, một số đại biểu đã thành lập một khối chống Stalin. Một số đại biểu đã thảo luận về khả năng loại bỏ hoặc giảm sức mạnh của Stalin. Không phải tất cả các cuộc xung đột là bề nổi, và Grigory Ordzhonikidze, ủy viên Dân ủy Công nghiệp nặng một cách cởi mở tranh luận với Vyacheslav Molotov, Chủ tịch Hội đồng Dân ủy, về tỷ lệ tăng trưởng kinh tế. Tranh luận giữa Ordzhonikidze và Molotov, người đại diện cho lãnh đạo Liên Xô, được giải quyết bằng việc thành lập Ủy ban Đại hội, bao gồm Stalin, Molotov, Ordzhonikidze, các thành viên Bộ Chính trị khác và một số chuyên gia kinh tế nhất định. Cuối cùng họ đã đạt được thỏa thuận và mục tiêu kế hoạch cho tăng trưởng kinh tế trong Kế hoạch 5 năm lần thứ hai đã giảm từ 19% xuống 16,5%.
Tinh thần chung của Đại hội Đảng lần thứ XVII khác với những đại hội trước đây; một số phe đối lập cũ trở thành đại biểu, và được bầu lại vào Trung ương Đảng. Ví dụ, Bukharin, Zinoviev, Yevgeni Preobrazhensky và Georgy Pyatakov đều được phục hồi. Tất cả đều phát biểu tại đại hội, ngay cả khi hầu hết trong số họ bị gián đoạn. Đại hội được phân chia giữa hai phe thống trị, cực đoan (chủ yếu là người theo chủ nghĩa Stalin) và phe ôn hòa. Một số nhóm được thành lập trước đại hội, trong đó phản đối sự lãnh đạo của Stalin (nhóm Ryutin) hoặc phản đối các chính sách kinh tế xã hội của lãnh đạo Stalin (nhóm Syrtsov–Lominadze, nhóm Eismont–Tolmachev và nhóm do Alexander Petrovich Smirnov đứng đầu trong số những người khác). Các chính trị gia, những người trước đây đã phản đối sự lãnh đạo của Stalin, có thể được phục hồi nếu họ từ bỏ tư tưởng trước đây và bắt đầu ủng hộ sự cai trị của Stalin. Tuy nhiên, sự lãnh đạo đã không mở ra; Kamenev và Zinoviev đã bị bắt vào năm 1932 (hoặc đầu năm 1933), và được tự do vào năm 1934, và bị bắt lại vào năm 1935, bị buộc tội là một phần của âm mưu ám sát giết chết Sergei Kirov.
Đa số các ủy viên Trung ương Đảng được bầu tại Đại hội Đảng lần thứ XVII đã bị giết trong thời gian ngắn, hoặc ngay sau đó, Đại thanh trừng khi Nikolai Yezhov và Lavrentiy Beria lãnh đạo Dân ủy Nội vụ. Grigory Kaminsky, tại một phiên họp Trung ương Đảng, đã tuyên bố chống lại cuộc thanh trừng vĩ đại, và ngay sau đó đã bị bắt và bị giết. Tóm lại, trong cuộc Đại thanh trừng, Trung ương Đảng đã bị thanh toán. Stalin đã cố gắng xóa bỏ Trung ương Đảng với sự đồng ý của chính Ban Chấp hành Trung ương, như Molotov đã từng nói "Điều này dần dần xảy ra. Bảy mươi sẽ trục xuất 10-15 người, sau đó 60 trục xuất 15 người... Thực chất điều này dẫn đến một tình trạng thiểu số chiếm đa số vẫn còn trong Trung ương Đảng... Đó là quá trình dần dần nhưng khá nhanh chóng để dọn đường". Một số thành viên đã bị trục xuất khỏi Trung ương Đảng thông qua bỏ phiếu. Trong số 139 ủy viên được bầu vào Trung ương Đảng tại Đại hội XVII, 98 người đã bị xử tử trong giai đoạn 1936-1940. Trong giai đoạn này, Trung ương Đảng giảm 78%. Đến Đại hội XVIII, chỉ có 31 ủy viên Trung ương Đảng, và trong số này chỉ có hai người được tái đắc cử.
Các nạn nhân của vụ án Matxcơva không được phục hồi danh dự cho đến năm 1988. Dưới thời Khrushchev, một cuộc điều tra về vấn đề này đã kết luận rằng Trung ương Đảng đã mất chức năng cầm quyền dưới thời Stalin; từ năm 1929 trở đi, tất cả các quyết định trong Trung ương Đảng đã được thông qua với nhất trí tuyệt đối. Nói cách khác, Trung ương Đảng quá yếu để tự bảo vệ mình khỏi Stalin và ông ấy là người treo cổ. Stalin đã xoay xở để biến mô hình phân cấp của Lenin lên đầu; dưới thời Lênin, Đại hội Đảng và Ban Chấp hành Trung ương là những cơ quan ra quyết định cao nhất, dưới thời Stalin Bộ Chính trị, Ban Bí thư và Orgburo trở thành những cơ quan ra quyết định quan trọng nhất.

### Từ Stalin đến Krushchev:1945-1964
Trong giai đoạn hậu Thế chiến thứ II, Stalin cai trị Liên Xô thông qua chức vụ Chủ tịch của Hội đồng Bộ trưởng. Quyền hạn của Ban Bí thư giảm trong thời kỳ này, và chỉ có một thành viên của Ban Bí thư, Nikita Khrushchev, là thành viên của Đoàn chủ tịch (Bộ Chính trị). Tần suất các phiên họp Trung ương Đảng giảm mạnh dưới thời Stalin, nhưng lại tăng lên sau cái chết của ông. Sau khi Khrushchev củng cố quyền lực, số lượng các phiên họp toàn thể của Trung ương Đảng đã giảm một lần nữa, nhưng nó đã tăng lên trong thời gian cầm quyền sau đó của ông, và cùng với Bộ Chính trị, Trung ương Đảng đã bỏ phiếu bãi nhiệm Khrushchev khỏi chức vụ Bí thư thứ nhất năm 1964.
Khi Stalin qua đời vào ngày 5/3/1953, Georgy Malenkov, Phó Chủ tịch Hội đồng Bộ trưởng đã kế vị ông với tư cách là Chủ tịch và là nhân vật lãnh đạo thực tế của Đoàn chủ tịch (Bộ Chính trị đổi tên). Một cuộc đấu tranh quyền lực giữa Malenkov và Khrushchev bắt đầu, và vào ngày 14/3, Malenkov đã buộc phải từ chức khỏi Ban Bí thư. Lời giải thích chính thức cho việc từ chức của ông là "chấp thuận yêu cầu của Chủ tịch Hội đồng Bộ trưởng Liên Xô GM Malenkov được miễn nhiệm khỏi nhiệm vụ của Trung ương Đảng". Sự từ chức của Malenkov khiến Khrushchev trở thành thành viên cao cấp trong Ban bí thư, và khiến ông đủ mạnh mẽ để đưa ra chương trình nghị sự của các cuộc họp của Đoàn chủ tịch cùng với Malenkov. Khrushchev đã có thể để củng cố quyền lực của mình trong bộ máy sau khi từ chức Malenkov, nhưng Malenkov vẫn là de facto nhân vật hàng đầu của Đảng. Cùng với việc gia nhập quyền lực của Malenkov và Khrushchev, một nhân vật khác, Lavrentiy Beria cũng đang tranh giành quyền lực. Cả ba thành lập một Troika tồn tại trong thời gian ngắn, tồn tại cho đến khi Khrushchev và Malenkov loại bỏ Beria. Beria, một người Gruzia, là thành viên Đoàn chủ tịch phụ trách về các vấn đề an ninh nội bộ, và ông là người ủng hộ mạnh mẽ cho các quyền thiểu số và thậm chí ủng hộ thống nhất Đông và Tây Đức để thành lập một nước Đức mạnh mẽ và trung lập giữa các nước tư bản và xã hội chủ nghĩa. Đó là Beria, thông qua một tuyên bố chính thức của Bộ Nội vụ (MVD) chứ không phải bởi Trung ương Đảng hoặc Hội đồng Bộ trưởng, người đã phản đối Âm mưu Bác sĩ là một sự gian dối.
Beria không phải là người dễ dàng đánh bại, và các chính sách dân tộc của ông ta (rằng một nhà lãnh đạo địa phương hoặc Cộng hòa phải có nguồn gốc dân tộc, và nói ngôn ngữ của khu vực nhất định) đã chứng tỏ là một công cụ để tăng cường sự kìm kẹp của Bộ Nội vụ đối với các cơ quan Đảng địa phương. Khrushchev và Malenkov, những người đã bắt đầu nhận được thông tin tuyên bố rằng Bộ Nội vụ đã bắt đầu gián điệp các quan chức của Đảng, bắt đầu hành động vào mùa xuân năm 1953. Beria bị đánh bại tại Hội nghị Đoàn Chủ tịch bởi đa số chống lại ông, và không lâu sau, Khrushchev và Malenkov bắt đầu lên kế hoạch loại bỏ Beria khỏi quyền lực. Tuy nhiên, đây không phải là nhiệm vụ dễ dàng, vì Beria có thể lan truyền sự sợ hãi cho các đồng chí của mình. Trong cuộc thảo luận đầu tiên của Khrushchev và Malenkov với Kliment Voroshilov, Voroshilov không muốn làm gì với nó, vì ông sợ "đôi tai của Beria". Tuy nhiên, Khrushchev và Malenkov đã có thể thu thập đủ sự hỗ trợ cho vụ lật đổ của Beria, nhưng chỉ khi một tin đồn về một cuộc đảo chính tiềm năng do Beria lãnh đạo bắt đầu nắm giữ trong ban lãnh đạo Đảng. Sợ quyền lực mà Beria nắm giữ, Khrushchev và Malenkov đã chuẩn bị cho một cuộc nội chiến tiềm tàng. Điều này đã không xảy ra và Beria buộc phải từ chức khỏi tất cả các chức vụ trong Đảng của mình vào ngày 26/6, và sau đó bị xử tử vào ngày 23/12. Sự sụp đổ của Beria cũng dẫn đến sự chỉ trích Stalin; ban lãnh đạo Đảng cáo buộc Beria sử dụng Stalin, ông già đau ốm, để ép buộc ý chí của mình đối với Liên Xô trong những ngày cuối cùng của Stalin. Sự chỉ trích này, và nhiều hơn nữa, đã khiến các tờ báo của Đảng và nhà nước đưa ra những lời chỉ trích chung chung hơn về Stalin và thời đại Stalin. Một cuốn sách nhỏ về lịch sử Đảng đã đi xa đến mức tuyên bố rằng Đảng cần phải loại bỏ "cách giải thích không chính xác, không theo chủ nghĩa Mác về vai trò của cá nhân trong lịch sử, được thể hiện trong tuyên truyền bởi lý thuyết duy tâm về sự sùng bái cá nhân, đó là xa lạ với chủ nghĩa Mác".
Sự sụp đổ của Beria đã dẫn đến sự sụp đổ của "đế chế" của ông ta; sức mạnh của Bộ Nội vụ đã bị hạn chế và KGB được thành lập. Malenkov, trong khi mất chức bí thư, vẫn là Chủ tịch Hội đồng Bộ trưởng, cho đến năm 1955. Ông khởi xướng chính sách củng cố các bộ trung ương, đồng thời thực hiện các chính sách dân túy, một ví dụ là để thiết lập khoản tiết kiệm 20,2 tỷ rúp cho người nộp thuế Liên Xô. Ngược lại, Khrushchev đã cố gắng củng cố bộ máy trung ương Đảng bằng cách tập trung vào Trung ương Đảng. Trung ương Đảng đã không đóng một vai trò đáng chú ý trong chính trị Liên Xô kể từ khi Nikolai Bukharin bị loại bỏ năm 1929. Stalin làm suy yếu quyền lực của Trung ương Đảng bằng cách pha trộn sự đàn áp và tái cấu trúc tổ chức. Khrushchev cũng kêu gọi vai trò của Đảng để giám sát các cơ quan địa phương, nỗ lực kinh tế và các hoạt động của chính quyền trung ương. Vào tháng 9/1953, Trung ương Đảng bầu Khrushchev với chức danh Bí thư thứ nhất, điều này thể hiện cho thâm niên của ông với thành viên Trung ương Đảng. Với các quyền lực mới có được, Khrushchev đã có thể bổ nhiệm các cộng sự vào ban lãnh đạo ở Gruzia, Azerbaijan, Ukraine, Armenia và Moldavia (Moldova hiện nay), trong khi Malenkov, ngược lại, chỉ có thể bổ nhiệm một cộng tác viên lãnh đạo chỉ ở Moscow. Dưới thời Khrushchev, lãnh đạo Đảng địa phương tại Nga Xô đã chứng kiến sự thay thế lớn nhất trong các nhà lãnh đạo tỉnh kể từ Đại thanh trừng; hai trong số ba lãnh đạo tỉnh được thay thế vào năm 1953. Malenkov được đảm bảo một chính sách giống hệt nhau trong các tổ chức chính phủ; thay đổi đáng chú ý nhất là việc bổ nhiệm Mikhail Pervukhin, Ivan Tevosian và Maksim Saburov làm Phó Chủ tịch Hội đồng Bộ trưởng.
Trong thời kỳ đỉnh cao của cuộc đấu tranh Malenkov và Khrushchev, Khrushchev đã tích cực đấu tranh để cải thiện nền nông nghiệp Liên Xô và tăng cường vai trò của Trung ương Đảng. Khrushchev đã cố gắng hồi sinh Trung ương Đảng bằng cách tổ chức một số cuộc thảo luận về nông nghiệp tại phiên họp toàn thể Trung ương. Trong khi không có thành viên Đoàn Chủ tịch nào nhiệt tình với cách tiếp cận như vậy, Khrushchev đã tổ chức một mình một số phiên họp toàn thể Trung ương Đảng từ tháng 2 đến tháng 3/1954 để thảo luận về nông nghiệp. Bằng cách này, Khrushchev đã thừa nhận một sự thật bị lãng quên từ lâu; Đoàn chủ tịch, Ban bí thư và chính ông chịu trách nhiệm trước Trung ương Đảng. Khrushchev có thể đã đi một con đường khác, vì một số người đã kêu gọi giảm vai trò của Trung ương Đảng thành "nòng cốt và tuyên truyền". Một thay đổi nữa là dân chủ hóa ở đầu phân cấp Đảng, như Voroshilov đã nổi tiếng tại một hội nghị Đoàn chủ tịch năm 1954. Đến tháng 8/1954, vai trò của người đứng đầu chính phủ trên thực tế đã kết thúc; Nikolai Bulganin bắt đầu ký các sắc lệnh của Hội đồng Bộ trưởng (một quyền được trao cho Chủ tịch) và Đoàn chủ tịch đã nhượng bộ những mong muốn của Khrushchev để thay thế Malenkov. Malenkov được gọi là chủ nghĩa xét lại vì mong muốn ưu tiên công nghiệp nhẹ hơn công nghiệp nặng. Đồng thời, Malenkov bị buộc tội liên quan đến vụ án Leningrad dẫn đến cái chết của các quan chức Đảng vô tội. Tại Hội nghị Trung ương ngày 25/1/1955, Khrushchev đã buộc tội Malenkov về những sai lệch về ý thức hệ ở cùng cấp độ với cựu thành viên chống chủ nghĩa Stalin là Bukharin và Alexey Rykov những năm 1920. Malenkov đã nói hai lần trong hội nghị, nhưng không thể thay đổi chức vụ của ông, và vào ngày 8/3/1955, ông buộc phải từ chức Chủ tịch Hội đồng Bộ trưởng; chức vụ do Nikolai Bulganin thay thế, một người cộng sự của Khrushchev có từ những năm 1930. Malenkov vẫn là một nhân vật quyền lực, và ông vẫn giữ được ghế của mình trong Đoàn chủ tịch.
Cộng đồng thiểu số chống Khrushchev trong Đoàn chủ tịch đã được tăng cường bởi những người phản đối đề xuất của Khrushchev nhằm phân cấp thẩm quyền đối với ngành công nghiệp, vốn là trung tâm của cơ sở quyền lực của Malenkov. Trong nửa đầu năm 1957, Malenkov, Vyacheslav Molotov và Lazar Kaganovich đã làm việc âm thầm để xây dựng sự hỗ trợ mục đích loại bỏ Khrushchev. Tại một phiên họp ngày 18/6 của Đoàn Chủ tịch tại đó hai người ủng hộ nhà lãnh đạo Khrushchev đã vắng mặt, âm mưu chuyển chức vụ cho Bulganin, tiến hành bỏ phiếu loại bỏ ông với số phiếu 7-4. Khrushchev phản đối với lý do không phải tất cả các thành viên Đoàn chủ tịch đã được thông báo, một sự phản đối sẽ nhanh chóng bị bác bỏ nếu Khrushchev không nắm quyền kiểm soát quân đội. Khi tin tức rò rỉ về cuộc đấu tranh quyền lực, các ủy viên Trung ương Đảng, mà Khrushchev kiểm soát, đã tới Moscow, nhiều người đã bay trên đó trên các máy bay quân sự và yêu cầu được tham gia vào cuộc họp. Trong khi họ không được tham gia, đã sớm có đủ các thành viên Trung ương Đảng ở Moscow kêu gọi một Đại hội Đảng khẩn cấp, điều này buộc giới lãnh đạo phải cho phép một Hội nghị toàn thể Trung ương Đảng. Trong cuộc họp đó, ba kẻ chủ mưu chính được mệnh danh là Nhóm chống Đảng, bị buộc tội chủ nghĩa bè phái và đồng lõa trong tội ác của Stalin. Cả ba bị trục xuất khỏi Trung ương Đảng và Đoàn chủ tịch, cũng như cựu Bộ trưởng Ngoại giao Dmitri Shepilov, người đã tham gia cùng họ trong âm mưu. Molotov được cử làm Đại sứ tại Cộng hòa Nhân dân Mông Cổ; những người khác đã được gửi đến người đứng đầu các cơ sở công nghiệp và viện nghiên cứu xa Moscow.
Tại Đại hội Đảng lần thứ XX, Khrushchev trong bài phát biểu "Về sự sùng bái cá tính và hậu quả của nó", đã tuyên bố rằng Stalin, sự sùng bái cá nhân của Stalin và sự đàn áp của Stalin đã làm biến dạng tính hợp pháp của Lênin. Đảng trở thành đồng nghĩa với một người, không phải người dân - bản chất thực sự của Đảng đã bị biến dạng dưới thời Stalin, và cần phải được hồi sinh. Những quan điểm này, và nhiều hơn nữa, đã được sử dụng để chống lại chính ông, khi Khrushchev bị buộc phải từ chức khỏi tất cả các chức vụ của mình vào năm 1964. Khrushchev đã bắt đầu khởi xướng các chính sách gia đình trị, khởi xướng các chính sách mà không có sự đồng ý của Đoàn chủ tịch hay Trung ương Đảng, một sự sùng bái cá nhân đã phát triển và nói chung, Khrushchev đã phát triển một số đặc điểm mà chính ông chỉ trích Stalin tại Đại hội Đảng thứ XX. Tại Đại hội Đảng lần thứ XXI, Khrushchev đã mạnh dạn tuyên bố rằng tính hợp pháp của Lênin đã được thiết lập lại, khi trong thực tế, chính ông đã bắt đầu tuân theo một số chính sách tương tự, mặc dù không cùng mặt bằng như Stalin. Vào ngày 14/10/1964, Trung ương Đảng, cùng với Đoàn chủ tịch, nói rõ rằng chính sách Khrushchev không phù hợp với mô hình của một "nhà lãnh đạo Lênin", và ông buộc phải từ chức tất cả các chức vụ, và Leonid Brezhnev được thay làm Bí thư thứ nhất và Alexei Kosygin là Chủ tịch Hội đồng Bộ trưởng.

### Thời kỳ Brezhnev: 1962-1982
Trước khi khởi xướng cuộc đảo chính cung điện chống lại Khrushchev, Brezhnev đã nói chuyện với một số thành viên Trung ương Đảng, và có một danh sách bao gồm tất cả các thành viên Trung ương Đảng ủng hộ loại bỏ Khrushchev. Brezhnev gọi điện cho Khrushchev, và đề nghị gặp ông ở Moscow. Ở đó, một hội nghị Trung ương Đảng được triệu tập bỏ phiếu loại bỏ Khrushchev ra khỏi chức vụ, vừa là Bí thư thứ nhất Trung ương Đảng và Chủ tịch của Hội đồng Bộ trưởng. Lúc đầu, đối thủ chính của Brezhnev là Nikolai Podgorny, thành viên của Ban Bí thư. Podgorny sau đó được "thăng cấp" lên vị trí Chủ tịch Đoàn Chủ tịch Xô viết tối cao của Liên Xô, và Andrei Kirilenko thay thế ông làm Bí thư phụ trách chính sách nhân sự. Cùng lúc đó, Alexander Shelepin, một đối thủ khác, được thay thế làm Chủ tịch Ủy ban Kiểm soát Nhà nước và mất chức Phó Chủ tịch Hội đồng Bộ trưởng. Shelepin đã bị giáng thêm một đòn khi ông bị loại khỏi Ban Bí thư.
Số lượng các cuộc họp của Trung ương Đảng đã tăng trở lại trong nhiệm kỳ đầu của Brezhnev với tư cách là Bí thư thứ nhất, nhưng số lượng các cuộc họp và thời gian của chúng giảm dần trong thời kỳ nắm quyền của Brezhnev. Trước khi củng cố quyền lực của Stalin, Trung ương Đảng đã đưa ra cuộc tranh luận mở, nơi mà ngay cả các quan chức hàng đầu cũng có thể bị chỉ trích. Điều này đã không xảy ra trong thời kỳ Brezhnev, và các quan chức Bộ Chính trị hiếm khi tham gia vào các phiên họp; từ 1966 đến 1976, Alexei Kosygin, Podgorny và Mikhail Suslov đã tham dự một phiên họp Trung ương Đảng một lần; đó là vào năm 1973 để phê chuẩn hiệp ước của Liên Xô với Tây Đức. Không có thành viên Bộ Chính trị hoặc Ban bí thư nào trong thời kỳ Brezhnev là diễn giả trong các phiên họp toàn thể Trung ương Đảng. Diễn giả tại phiên họp toàn thể Trung ương Đảng đã bầu ra Hội đồng Bộ trưởng (Chính phủ) và Bộ Chính trị không bao giờ được liệt kê trong thời kỳ Brezhnev. Bởi vì thời gian trung bình của một cuộc họp của Trung ương Đảng đã giảm và ít cuộc họp được tổ chức hơn, nhiều thành viên của Ủy ban Trung ương đã không thể phát biểu. Một số thành viên đã tham khảo ý kiến lãnh đạo trước đó, để yêu cầu phát biểu trong các cuộc họp. Trong Hội nghị Trung ương tháng 5 năm 1966, Brezhnev công khai phàn nàn rằng chỉ có một thành viên yêu cầu cá nhân ông được phép phát biểu. Phần lớn các diễn giả tại Hội nghị Trung ương là các quan chức cấp cao.
Đến năm 1971, Brezhnev đã thành công trong việc trở thành người đầu tiên vây quanh bằng Bộ Chính trị và Trung ương Đảng. Sáu năm sau, Brezhnev đã thành công trong việc lấp đầy phần lớn Trung ương Đảng bằng người ủng hộ ông (Brezhnevites). Nhưng như Peter ME Volten đã lưu ý, "mối quan hệ giữa tổng bí thư và trung ương Đảng vẫn dễ bị tổn thương và phụ thuộc lẫn nhau". Sự lãnh đạo tập thể của thời đại Brezhnev nhấn mạnh đến sự ổn định của các cán bộ trong Đảng. Vì điều này, tỷ lệ tái đắc cử của các ủy viên chính thức Trung ương Đảng tăng dần trong thời kỳ này. Tại Đại hội XXIII (29/3 - 8/4/1966) tỷ lệ tái đắc cử là 79,4%, giảm xuống còn 76,5% tại Đại hội XXIV (30/3 - 9/4/1971), tăng lên 83,4% tại Đại hội XXV (24/2 - 5/3/1976) và vào lúc cao điểm, tại Đại hội XXVI (23/2 - 3/3/1981), đạt 89%. Vì quy mô của Trung ương Đảng được mở rộng, phần lớn các thành viên đều ở nhiệm kỳ thứ nhất hoặc thứ hai. Nó mở rộng lên 195 ủy viên vào năm 1966, 141 vào năm 1971, 287 vào năm 1976 và 319 vào năm 1981; trong số này, thành viên mới lần lượt bao gồm 37%, 30% và 28%.

### Thời kỳ chuyển tiếp: 1982-1985
Andropov được bầu làm Tổng Bí thư của Đảng vào ngày 12/11/1982 theo quyết định Trung ương Đảng. Hội nghị Trung ương Đảng được tổ chức chưa đầy 24 giờ sau khi thông báo về cái chết của Brezhnev. Andropov ở một vị trí tốt để nắm quyền kiểm soát bộ máy Đảng; ba hệ thống phân cấp lớn, Brezhnev, Kosygin và Suslov đều đã chết. Một người thứ tư, Kirilenko, bị buộc phải nghỉ hưu. Tại cuộc họp của Trung ương Đảng ngày 22/11/1982, Kirilenko mất tư cách thành viên của Bộ Chính trị (sau một quyết định trong chính Bộ Chính trị), và Nikolai Ryzhkov, Phó Chủ tịch Ủy ban Kế hoạch Nhà nước, được bầu vào Ban Bí thư. Ryzhkov trở thành Trưởng ban Ban Kinh tế Trung ương Đảng, và trở thành Ủy viên Trung ương hàng đầu về các vấn đề liên quan đến kế hoạch kinh tế. Ngay sau đó, Ryzhkov, sau khi thay thế Vladimir Dolgikh, bắt đầu giám sát nền kinh tế quốc dân. Tại cuộc họp của Trung ương Đảng ngày 14/6/1983, Vitaly Vorotnikov được bầu làm thành viên dự khuyết Bộ Chính trị, Grigory Romanov được bầu vào Ban bí thư và năm thành viên của Trung ương Đảng đã được trao quyền thành viên chính thức. Cuộc bầu cử Romanov trong Ban bí thư, làm suy yếu đáng kể sự kiểm soát của Chernenko. Sau đó, Yegor Ligachev được bổ nhiệm làm Trưởng ban Ban Công tác tổ chức Đảng của Ban Chấp hành Trung ương. Một số người được chỉ định Brezhnev đã được giữ nguyên chức, chẳng hạn như Viktor Chebrikov và Nikolai Savinkin. Với những nhiệm kỳ này, Andropov đã sử dụng hiệu quả sức mạnh của nomenklatura. Mặc dù vậy, vào thời điểm ông thành công trong việc thống trị Trung ương Đảng, Andropov đã ngã bệnh. Ông không thể tham dự cuộc diễu hành hàng năm ăn mừng chiến thắng của Cách mạng Tháng Mười. Chernenko, bí thư thứ hai, cạnh tranh quyền lực với Mikhail Gorbachev. Các cuộc họp Trung ương Đảng và Xô Viết Tối cao Liên Xô đã bị hoãn trong thời gian này cũng có thể vì sức khỏe của Andropov. Tuy nhiên, những thay đổi vẫn tiếp tục, và những người được bổ nhiệm Andropov tiếp tục quá trình giới thiệu dòng máu mới của Trung ương Đảng. Vorotnikov và Mikhail Solomentsev được trao quyền thành viên đầy đủ trong Bộ Chính trị, Chebrikov được bầu làm thành viên của Bộ Chính trị và Ligachev trở thành thành viên của Ban Bí thư. Vị trí của Chernenko bắt đầu có vẻ bấp bênh; Gorbachev ngày càng mạnh hơn. Bốn ngày sau cái chết của Andropov, vào ngày 9/2/1984, Chernenko được bầu làm Tổng Bí thư của Đảng.
Chernenko được Bộ Chính trị bầu làm ứng cử viên thỏa hiệp; Trung ương Đảng không bao giờ có thể chấp nhận một ứng cử viên khác, vì cho rằng phần lớn các thành viên của Trung ương Đảng là những người được bổ nhiệm bới Brezhnev. Bộ Chính trị không thể, mặc dù có quyền hạn, bầu một Tổng Bí thư không được Trung ương Đảng hỗ trợ. Thậm chí, một số thành viên Bộ Chính trị hàng đầu đã ủng hộ Chernenko, như Nikolai Tikhonov và Viktor Grishin. Để làm cho vấn đề tồi tệ hơn đối với Chernenko, ông không có quyền kiểm soát Bộ Chính trị; cả Andrei Gromyko và Dmitriy Ustinov cả hai đều rất độc lập về chính trị, và Bộ Chính trị vẫn có một số người bảo vệ Andropov hàng đầu, như Gorbachev, Vorotnikov, Solomontsev và Heydar Aliyev. Chernenko không bao giờ có quyền kiểm soát hoàn toàn đối với bộ máy Trung ương và Đảng; Trong khi Andropov chưa bao giờ thành công trong việc loại bỏ phần lớn những người được chỉ định Brezhnev trong Trung ương Đảng, ông đã thành công trong việc phân chia Trung ương Đảng theo các phe phái. Trong sự nhầm lẫn này, Chernenko không bao giờ có thể trở thành một nhà lãnh đạo mạnh mẽ. Ví dụ, Gorbachev nhanh chóng trở thành Bí thư thứ hai trên thực tế của Đảng, mặc dù Chernenko không ủng hộ ông. Sự phân phối quyền lực trong Trung ương đã biến Chernenko thành ít hơn một kẻ đầu sỏ. Trái ngược với các tổng bí thư trước đây, Chernenko đã không kiểm soát Ban Cán bộ Trung ương, khiến cho vị trí của Chernenko trở nên yếu hơn đáng kể. Tuy nhiên, Chernenko đã củng cố vị trí của mình đáng kể vào đầu năm 1985, không lâu trước khi chết. Chernenko qua đời vào ngày 10/3/1985 và Trung ương đã bổ nhiệm Tổng Bí thư Gorbachev vào ngày 11/3.

### Thời kỳ Gorbachev: 1985-1991
Cuộc bỏ phiếu Gorbachev vào Tổng bí thư là nhanh nhất trong lịch sử Liên Xô. Bộ Chính trị đề nghị Gorbachev vào Trung ương Đảng, và Trung ương Đảng đã phê chuẩn ông. Cuộc họp của Bộ Chính trị, bầu Gorbachev vào Tổng Bí thư, không bao gồm các thành viên như Dinmukhamed Konayev, Volodymyr Shcherbytsky và Vitaly Vorotnikov. Trong số ba người này, Konayev và Shcherbytsky thuộc Brezhnevites và Vorotnikov, và họ không ủng hộ Gorbachev, không nhìn nhận ông là ngườu kế vị Chernenko. Nó có thể hiểu được, theo sử gia Archie Brown, rằng Konayev và Shcherbytsky thà bỏ phiếu ủng hộ Viktor Grishin làm Tổng bí thư, hơn là Gorbachev. Trong cùng một cuộc họp, Grishin được yêu cầu chủ trì Ủy ban chịu trách nhiệm về tang lễ của Chernenko; Grishin từ chối lời đề nghị, tuyên bố rằng Gorbachev gần gũi với Chernenko hơn ông ta. Bằng cách này, ông thực tế đã báo hiệu sự ủng hộ của ông đối với việc gia nhập Tổng bí thư của Gorbachev. Andrei Gromyko, bộ trưởng bộ ngoại giao lâu năm, đề xuất Gorbachev làm ứng cử viên cho chức Tổng bí thư. Bộ Chính trị và Trung ương Đảng đã bầu Gorbachev làm Tổng Bí thư. Ryzhkov, khi nhìn lại, tuyên bố rằng hệ thống của Liên Xô đã "tạo ra, nuôi dưỡng và hình thành" Gorbachev, nhưng "từ lâu, Gorbachev đã nổi dậy chống lại hệ thống bản địa". Cùng quan điểm, cố vấn của Gorbachev, ông Andre Grachev, lưu ý rằng ông là một "lỗi di truyền của hệ thống".
Chính sách glasnost của Gorbachev ("cởi mở") có nghĩa là dân chủ hóa dần dần của Đảng. Vì điều này, vai trò của Trung ương Đảng được tăng cường. Một số quan chức cũ (apparatchiks) mất chỗ ngồi của mình cho cán bộ cởi mở hơn trong thời đại Gorbachev. Kế hoạch là biến Trung ương Đảng thành một cơ quan nơi diễn ra cuộc thảo luận; và mục đích này của Gorbachev đã thành công.
Đến năm 1988, một số người yêu cầu cải cách trong chính Đảng Cộng sản. Tại Hội nghị toàn Đảng lần thứ XIX, hội nghị Đảng được tổ chức lại từ sau năm 1941, một số đại biểu đã yêu cầu giới thiệu các giới hạn nhiệm kỳ, và chấm dứt các nhiệm kỳ của các quan chức và giới thiệu các cuộc bầu cử nhiều ứng cử viên trong Đảng. Một số người kêu gọi tối đa hai nhiệm kỳ trong mỗi cơ quan Đảng, bao gồm cả Trung ương Đảng, những người khác ủng hộ chính sách quy tắc thu hồi bắt buộc của Nikita Khrushchev, đã bị lãnh đạo Brezhnev chấm dứt. Những người khác kêu gọi Tổng Bí thư được bầu bởi người dân, hoặc một "cuộc trưng cầu dân ý của Đảng". Cũng có nói về việc giới thiệu giới hạn độ tuổi, và phân cấp, và làm suy yếu bộ máy quan liêu của Đảng. Các hệ thống nomenklatura bị tấn công; Một số đại biểu hỏi tại sao các Đảng viên hàng đầu có quyền có một cuộc sống tốt hơn, ít nhất là về mặt vật chất, và tại sao sự lãnh đạo ít nhiều không thể chạm tới, vì họ đã ở dưới Leonid Brezhnev, ngay cả khi sự bất tài của họ rõ ràng với mọi người. Số khác phàn nàn rằng giai cấp công nhân Liên Xô được trao một vai trò quá lớn trong tổ chức Đảng; nhân viên khoa học và các nhân viên công chức khác bị phân biệt đối xử về mặt pháp lý.

## Chức năng và nhiệm vụ
Trung ương Đảng là cơ quan được bầu bởi Đại hội Đảng. Là cơ quan tối cao của Đảng với định kỳ 2 phiên họp mỗi năm. Trong lịch sử thành viên Trung ương Đảng tăng theo số Đại hội, năm 1934 có 71 Ủy viên chính thức, năm 1976 có 287 Ủy viên chính thức. Ủy viên Trung ương được phân bổ vào ghế dựa vào chức vụ họ nắm giữ, không phải công lao của cá nhân họ. Bởi vậy Trung ương Đảng là cơ quan thường được nghiên cứu quyền lực của các tổ chức khác nhau. Bộ Chính trị được bầu và có trách nhiệm báo cáo với Trung ương Đảng. Ngoài ra Bộ Chính trị cũng bầu ra Ban Bí thư và Tổng Bí thư, de facto lãnh đạo của Liên Xô. Trong thời gian 1919-1952 Orgburo cũng được bầu theo cách thức của Bộ Chính trị, Ban Bí thư trong các phiên họp toàn thể của Trung ương Đảng. Giữa các phiên họp của Trung ương Đảng, Bộ Chính trị và Ban Bí thư được trao quyền hợp pháp quyết định thay Trung ương Đảng. Trung ương Đảng có thể ra quyết định trên toàn quốc, các quyết định của Đảng được truyền xuống các cấp.
Ngoài ra Trung ương Đảng còn có quyền hạn:
- Thẩm tra việc tuân thủ kỷ luật Đảng của các Ủy viên và Ủy viên dự khuyết của Đảng Cộng sản Liên Xô và thi hành các hành động của người Cộng sản vi phạm Điều lệ Đảng, Chương trình của Đảng và Đảng hoặc kỷ luật Nhà nước, và vi phạm nội quy các tổ chức Đảng.
- Xem xét kháng cáo quyết định của Trung ương Đảng, của Đảng Cộng sản, của Liên bang Cộng hòa hoặc Đảng ủy lãnh thổ và khu vực trong việc cắt Đảng tịch hoặc thi hành kỷ luật.

## Tổ chức

### Ủy ban
Hội nghị Đảng toàn quốc lần thứ 19 (1988) Mikhail Gorbachev kêu gọi việc thành lập các Ủy ban gia tăng quyền lực của Trung ương Đảng. Ngày 30/9/1988 6 Ủy ban được thành lập, người đứng đầu là thành viên của Bộ Chính trị hoặc Ban Bí thư:
- Ủy ban các vấn đề quốc tế:Alexander Yakovlev
- Ủy ban Nông nghiệp:Yegor Ligachev
- Ủy ban Xây dựng Đảng và tổ chức cán bộ:Georgy Razumovsky
- Ủy ban Tư tưởng:Vadim Medvedev
- Ủy ban các vấn đề kinh tế-xã hội:Nikolay Slyunkov
- Ủy ban các vấn đề luật pháp:Viktor Chebrikov

### Ủy ban Kiểm tra Trung ương
Ủy ban Kiểm tra Trung ương (tiếng Nga: Комиссия партийного контроля при) là cơ quan giám sát việc thi hành quyết định của từng Đảng viên. Ủy ban Kiểm tra Trung ương có quyền hạn:
- Giám sát thi hành quyết định của Đảng và Đảng Cộng sản Liên Xô;
- Điều tra những cá nhân tổ chức vi phạm Điều lệ Đảng;
- Thi hành việc kỷ luật vi phạm Đảng;

Sau Đại hội lần thứ XVIII (1939) quyền hạn và chức năng của Ủy ban Kiểm tra Trung ương được sửa đổi và bổ sung:
- Giám sát thi hành quyết định của Đảng Cộng sản Liên Xô
- Và cơ quan kinh tế Soviet và các tổ chức Đảng
- Xem xét công việc tổ chức Đảng địa phương
- Điều tra cá nhân và tổ chức vi phạm Điều lệ Đảng và Nghị quyết của Đảng[12]

### Ban
Ban của Trung ương Đảng là cơ quan chuyên trách về các lĩnh vực khác nhau. Người đứng đầu Ban được gọi là Trưởng ban (tiếng Nga: zaveduiuschchii) , thực tế Ban Bí thư có các hoạt động chính trong các Ban. Bí thư được trao nhiệm vụ cụ thể giám sát 1 hoặc nhiều ban cùng lúc.
Trong thời kỳ Gorbachev nhiều ban được hợp thành Ủy ban.
| Ban                                                                       | Chịu trách nhiệm về | Phòng |
| ------------------------------------------------------------------------- | --- | --- |
| Ban Cơ quan chính quyền Đảng Cộng sản Liên Xô                             | - Bộ Hành không Dân dụng - Bộ Quốc phòng - Bộ Nội vụ - Bộ Tư pháp - Ủy ban Bảo vệ Nhà nước - Viện Kiểm soát Liên Xô - Tòa án Tối cao Liên Xô - Đơn vị phòng vệ dân sự, bao gồm DOSAAF (Lực lượng tình nguyện xã hội cộng tác với Quân đội, Không quân và Hải quân) | |
| Ban Nông nghiệp Đảng Cộng sản Liên Xô                                     | - Bộ Nông nghiệp - Bộ Thu mua sản phâm Nông nghiệp - Bộ Khai hoang và quản lý nước - Ủy ban Nhà nước về Lâm nghiệp - Cơ quan Cung cấp Nông nghiệp Toàn liên bang | - Canh tác đất - Cơ giới hóa - Thu mua - Khai hoang và quản lý nước - Lâm nghiệp - Khoa học (nông nghiệp) - Phòng lãnh thổ đặc biệt. |
| Ban Công nghiệp hóa học Đảng Cộng sản Liên Xô                             | - Bộ Công nghiệp giấy - Bộ Công nghiệp hóa học - Bộ Công nghiệp hóa dầu và lọc dầu | |
| Ban Xây dựng Đảng Cộng sản Liên Xô                                        | - Bộ Hội đồng và đặc biệt Xây dựng - Bộ Công nghiệp vật liệu xây dựng - Bộ Xây dựng - Bộ Xây dựng trong công nghiệp dầu khí - Bộ Xây dựng công nghiệp nặng - Bộ Xây dựng công nghiệp - Bộ Xây dựng nông thôn - Bộ Xây dựng công nghiệp gỗ và sản xuất gỗ - Bộ Xây dựng giao thông - Hội đồng Xây dựng Nhà nước - Học viện khoa học Xây dựng và kiến trúc - Liên hiệp Kiến trúc sư | - Xây dựng công nghiệp và giao thông vận tải - Nền kinh tế đô thị - Công nghiệp gỗ và sản xuất gỗ |
| Ban Văn hóa Đảng Cộng sản Liên Xô                                         | - Bộ Văn hóa - Ủy ban Nhà nước về phim ảnh - Liên hiệp Văn nghệ sĩ | - Phim ảnh - Văn chương - Nhạc họa - Nhà hát |
| Ban Công nghiệp Quốc phòng Đảng Cộng sản Liên Xô                          | - Bộ Công nghiệp Hành không - Bộ Công nghiệp Quốc phòng - Bộ Tổng hợp máy xây dựng - Bộ máy hạng vừa xây dựng - Bộ Công nghiệp kỹ thuật Radio - Bộ Công nghiệp tàu thủy - Ủy ban Nhà nước về sử dụng năng lượng nguyên tử vì hoà bình | |
| Ban Đối ngoại Đảng Cộng sản Liên Xô                                       | - Bộ Ngoại giao - Bộ Ngoại thương - Ủy ban Nhà nước về Liên kết Kinh tế Đối ngoại | |
| Ban Tổng hợp Đảng Cộng sản Liên Xô                                        | - Chịu trách nhiệm xử lý các vấn đề nội bộ trong Ban Bí thư và Trung ương Đảng, xử lý thu thập thông tin và bảo vệ các tài liệu bí mật. | |
| Ban Công nghiệp nặng Đảng Cộng sản Liên Xô                                | - Bộ Công nghiệp Than - Bộ Công nghiệp khí đốt - Bộ Địa chất - Bộ Công nghiệp Thép và sắt - Bộ Luyện kim phi kim - Bộ Công nghiệp Dầu mỏ | |
| Ban Thông tin Đảng Cộng sản Liên Xô                                       | - Có thể giám sát TASS (Thông tấn xã Liên Xô) - Trưởng ban đóng vai trò Thư ký báo chí của Leonid Brezhnev | |
| Ban Quốc tế Đảng Cộng sản Liên Xô                                         | - Chịu trách nhiệm duy trì quan hệ với các Đảng Cộng sản các quốc gia không theo chủ nghĩa xã hội - Có thể giám sát các Bộ chịu trách nhiệm của Ban Đối ngoại | - châu Phi - Trung Âu - Anh và khối thịnh vượng chung - Mỹ Latinh - Cận Đông - Đông nam Á - Scandinavia và Iceland - Hoa Kỳ - Các tổ chức xã hội quốc tế |
| Ban Công nghiệp nhẹ và thực phẩm Đảng Cộng sản Liên Xô                    | - Bộ Thủy sản - Bộ Công nghiệp thực phẩm - Bộ Công nghiệp nhẹ - Bộ Công nghiệp thịt và bơ sữa | - Thủy sản - Công nghiệp thực phẩm - Công nghiệp thịt và bơ sữa |
| Ban Cơ giới Đảng Cộng sản Liên Xô                                         | - Bộ Công nghiệp xe hơi và xe tải - Bộ Hoá chất và Dầu mỏ Máy móc Công nghiệp - Bộ Xây dựng, đường bộ và công nghiệp máy móc công cộng - Bộ Năng lượng và điện khí hóa - Bộ Công nghiệp năng lượng cơ giới - Bộ Công nghiệp cơ giới giao thông và hạng nặng - Bộ Công nghiệp điều khiển hệ thống và tự động hóa phương tiện, dụng cụ - Bộ Công nghiệp thức ăn và cơ giới nuôi trồng vật nuôi - Bộ Công nghiệp thực phẩm, gia dụng và cơ giới hạng nhẹ - Bộ Công nghiệp công cụ và cơ giới dụng cụ - Bộ Công nghiệp Nông nghiệp và máy kéo | |
| Ban Tổ chức Đảng hoạt động Đảng Cộng sản Liên Xô                          | - Cơ quan Đảng địa phương - Ủy ban Kiểm tra Nhân dân - Văn thư và thống kê Đảng viên - Địa phương Xô viết - Komsomol - Công đoàn Liên Xô | - Thẻ Đảng viên - Đăng ký cán bộ lãnh đạo - Thông tin Đảng - Komsomol và công đoàn địa phương - Cộng hòa Xã hội chủ nghĩa Xô viết Ukraina, Cộng hòa Xã hội chủ nghĩa Xô viết Moldova, Cộng hòa Xã hội chủ nghĩa Xô viết Estonia, Cộng hòa Xã hội chủ nghĩa Xô viết Lithuania, Cộng hòa Xã hội chủ nghĩa Xô viết Latvia, Cộng hòa Xã hội chủ nghĩa Xô viết Belarus, Xô viết Trung Á (Cộng hòa Xã hội chủ nghĩa Xô viết Kazakhstan, Cộng hòa Xã hội chủ nghĩa Xô viết Turkmenia, Cộng hòa Xã hội chủ nghĩa Xô viết Kirghizia và Cộng hòa Xã hội chủ nghĩa Xô viết Uzbekistan), Transcaucasia và vùng lãnh thổ quan trọng của Cộng hòa Xã hội chủ nghĩa Xô viết Liên bang Nga, như Tỉnh Viễn Đông. |
| Ban Kế hoạch và tổ chức tài chính Đảng Cộng sản Liên Xô                   | - Bộ Tài chính - Ủy ban Nhà nước về vấn đề xã hội và lao động - Ủy ban Nhà nước về giá - Ủy ban Nhà nước về mua sắm cung cấp - Ủy ban Nhà nước về tiêu chuẩn - Gosplan (Ủy ban Kế hoạch Nhà nước) - Gosbank (Ngân hành Trung ương) - Quản lý thống kê trung ương - Xây dựng Ngân hàng | |
| Ban Quản lý chính trị của Bộ Quốc phòng Đảng Cộng sản Liên Xô             | - Tổ chức chính trị trong lực lượng vũ trang, và thông qua Bộ Quốc phòng, tuy nhiên Ban quản lý chính trị cũng chịu trách nhiệm về Bộ Quốc phòng | |
| Ban Tuyên truyền Đảng Cộng sản Liên Xô                                    | - Ủy ban Nhà nước về xuất bản, in ấn và thương mại sách - Ủy ban Nhà nước về truyền hình và phát thành - Ủy ban Nhà nước về văn hóa thể dục thể thao - Công tác tuyên truyền vận động bởi Đảng, nhà nước hoặc các tổ chức khác, giáo dục chính trị cán bộ Đảng, việc xuất bản các báo và tạp chí và văn hóa cho thương mại. | - Văn hóa và công tác giác ngộ - Kinh tế giáo dục - Công tác chính trị - Báo chí - Giáo dục Đảng - Ngành công nghiệp in ấn và phát hành báo chí - Văn hóa thể dục thể thao - Truyền hình và phát thành |
| Ban Khoa học và giáo dục Đảng Cộng sản Liên Xô                            | - Chịu trách nhiệm quan hệ ngoại giao với Đảng Cộng sản cầm quyền - Giám sát các Bộ thuộc Ban Đối ngoại, tối thiểu là quan hệ với Đảng Cộng sản cầm quyền. | - Khoa học kinh tế - Cơ sở giáo dục cao cấp - Triết học và chủ nghĩa Cộng sản khoa học - Sức khỏe cộng đồng và an sinh xã hội - Trường học - Trung học đặc trưng và giáo dục nghề nghiệp kĩ thuật. |
| Ban Thương mại và dịch vụ tiêu dùng Đảng Cộng sản Liên Xô                 | - Bộ Thương mại - Bảo vệ người tiêu dùng - Bộ các nước Cộng hòa chịu trách nhiệm về tiện ích và tiêu dùng | |
| Ban Giao thông vận tải Đảng Cộng sản Liên Xô                              | - Bộ Giao thông - Bộ Hàng hải - Bộ Đường sát - Bộ Giao thông đường thủy Cộng hòa Xã hội chủ nghĩa Xô viết Liên bang Nga - Bộ các nước Cộng hòa chịu trách nhiệm về vận tải và giao thông | |
| Nguồn: How the Soviet Union is Governed (1979) pp. 412–417 và pp. 420–421 | | |

### Pravda
Pravda là cơ quan ngôn luận của Trung ương Đảng và Đảng, là cơ quan Trung ương Đảng. Ban Tổ chức là cơ quan duy nhất được trao quyền giám sát biên tập của Pravda. Pravda được thành lập năm 1905 bởi các Đảng viên Đảng Lao động Dân chủ Xã hội Ukraina. Leon Trotsky đã tiếp cận và quản lý vì công việc trước đây là báo Tư tưởng người Kiev, báo tiếng Ukraina. Số đầu tiên xuất bản 3/10/1908 tại Lvov. Đến số thứ 6 tháng 11/1909 toàn bộ việc xuất bản được chuyển tới Viên Áo-Hung. Trong Nội chiến Nga, tờ báo bị cắt giảm thay bằng Izvestia, thuộc chính quyền quản lý. Tới cuối năm 1912 tờ báo đổi tên thành Pravda và có số lượng khoảng 130000 người. Tới năm 1975 đạt số lượng 10,6 triệu người.